# División de Honor de la Liga Nacional de Béisbol 2017
La División de Honor de la Liga Nacional de Béisbol 2017 fue la edición número 74 de la División de Honor de la Liga Nacional de Béisbol, máxima categoría de la Liga Nacional de Béisbol.

## Clasificación
| Pos. | Equipo                   | PJ | PG | PP | AVG | GB |
| ---- | ------------------------ | -- | -- | -- | --- | -- |
| 1    | Tenerife Marlins PC      | 28 | 22 | 6  | 786 | 0  |
| 2    | Astros Valencia          | 28 | 22 | 6  | 786 | 0  |
| 3    | CBS Sant Boi             | 28 | 21 | 7  | 750 | 1  |
| 4    | CB Barcelona             | 28 | 17 | 11 | 607 | 5  |
| 5    | S. Inazio Bilbao Bizkaia | 28 | 13 | 15 | 464 | 9  |
| 6    | CD Pamplona              | 28 | 7  | 21 | 250 | 15 |
| 7    | CB Viladecans            | 28 | 7  | 21 | 250 | 15 |
| 8    | Beisbol Navarra          | 28 | 3  | 25 | 107 | 19 |